# Креус (мис)

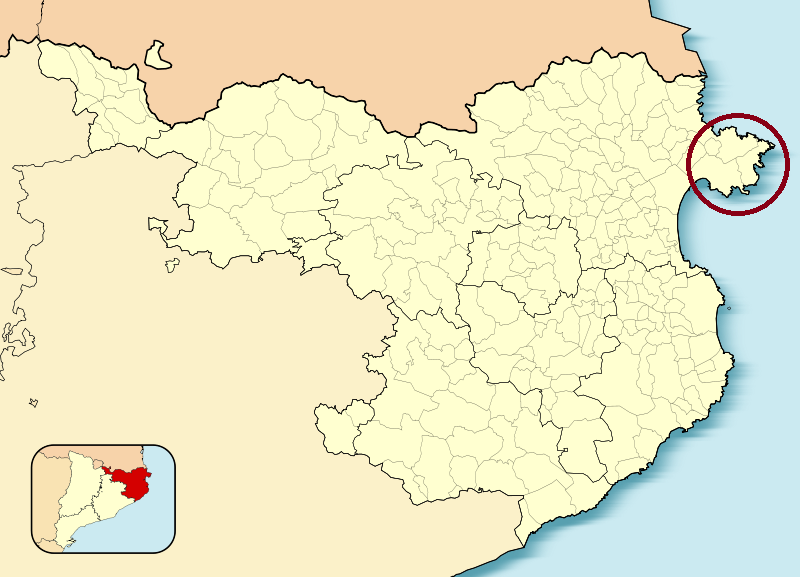
Мапа Кап де Креус

Мис Креус або Кап де Креус (кат. Cap de Creus) — півострів та мис, розташований на північному сході Каталонії, приблизно за 25 км на південь від французького кордону. У теперішній час усю площу півострова — 190 квадратних кілометрів — займає природний парк.
Найближчим містом є Фігерас, адміністративний центр кумарки Альт-Емпорда. Кап де Креус — найсхідніша точка Каталонії (а отже, і усієї Іспанії) та Піренейського півострова загалом.
Мис Креус був джерелом натхнення для багатьох митців: художників, письменників, режисерів та композиторів. На картині Сальвадора Далі «Великий мастурбатор» зображена скеляста бухта Куллар́е. Поет Карлес Фагес де Климент згадує мис у своєму вірші «Сон Кап де Креус», опублікованому посмертно у 2003 році. Еудженіо д'Орс, Хосе Марія де Сагарра та Джосеп Пла також порапили під вплив чарів мису Креус, його чарівних пейзажів, повних химерних форм — творіння ерозії моря та вітру. Свого часу Кап де Креус також надихав композиторів, таких як Хорхе Санчес Альфредо Саррот («Маяк Кап де Креус», 1989), Рафаель Кабрісас (слова) та Жоакім Гай (музика) — «Музика для хору» та ін.

## Галерея

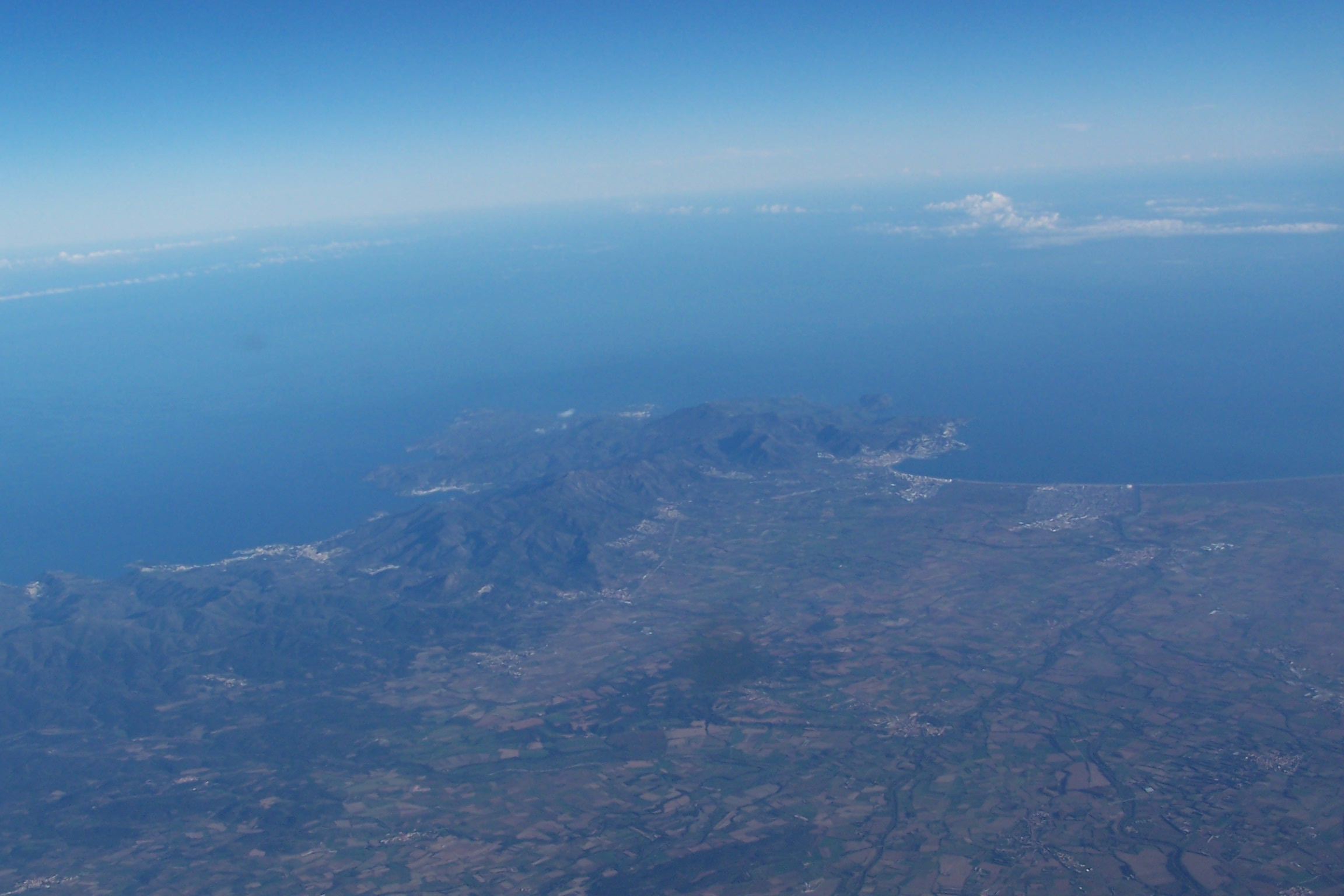
Аерофотознімок півострову Кап де Креус
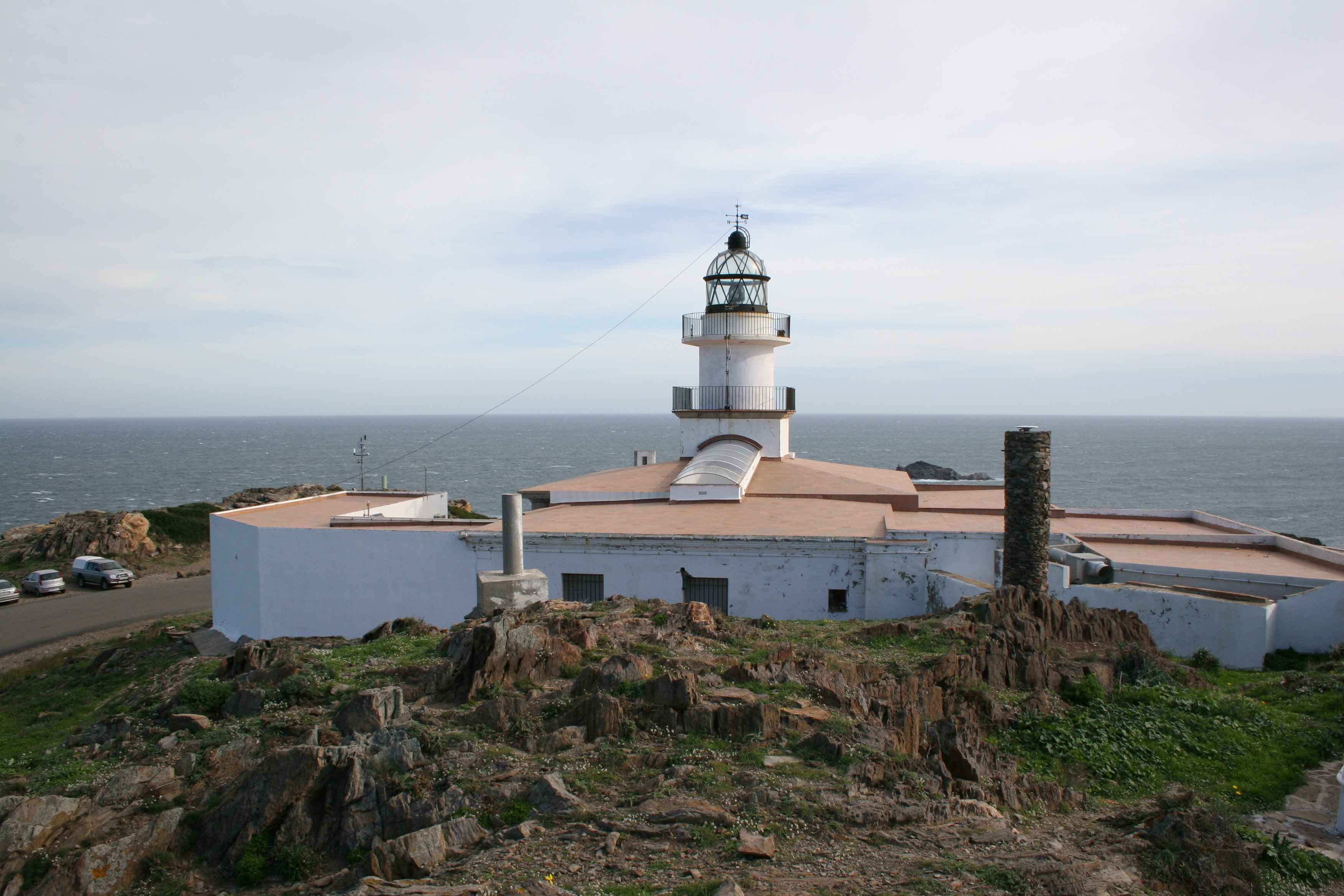
Маяк на мисі
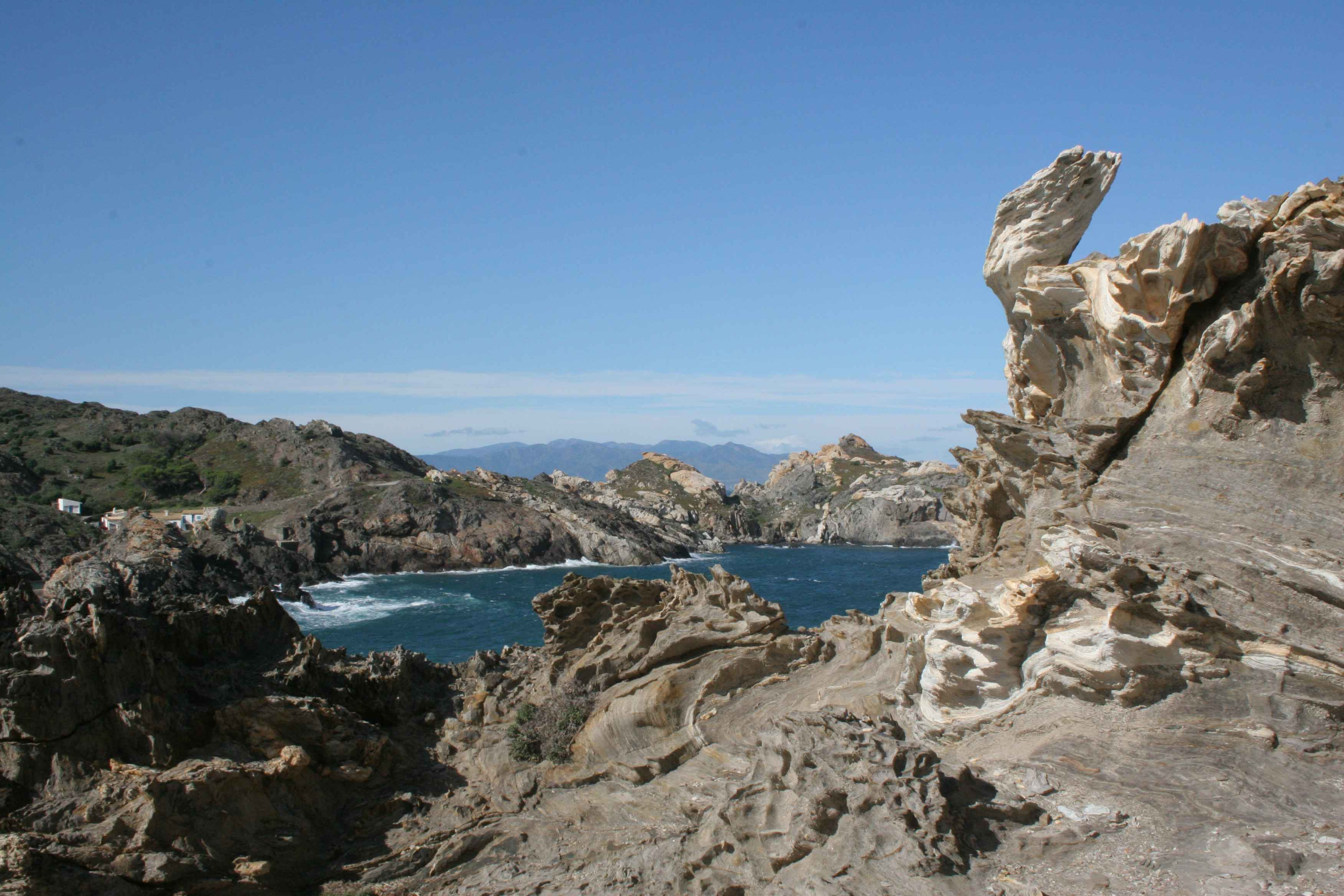
Пейзаж Кап де Креус
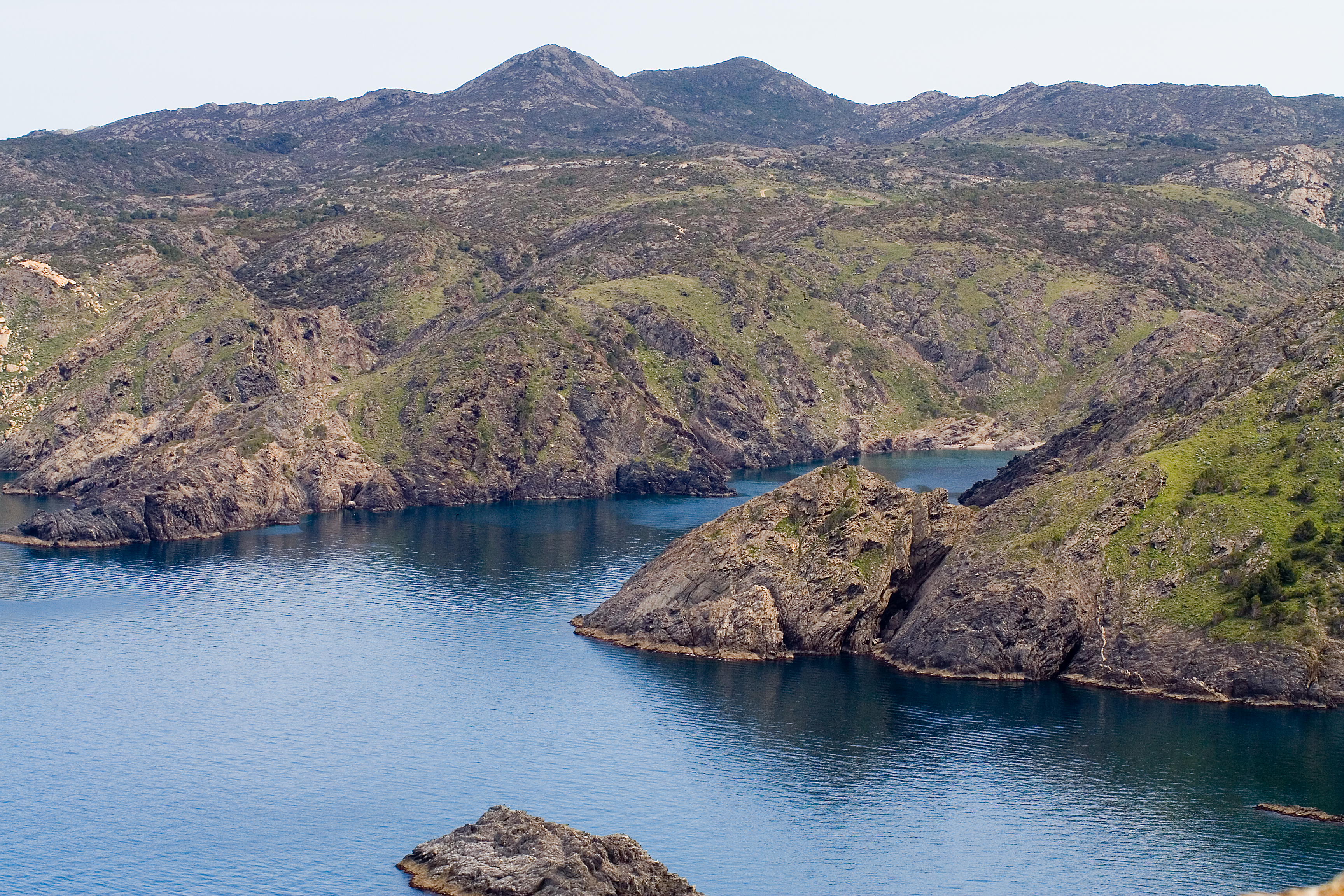
Мис Креус
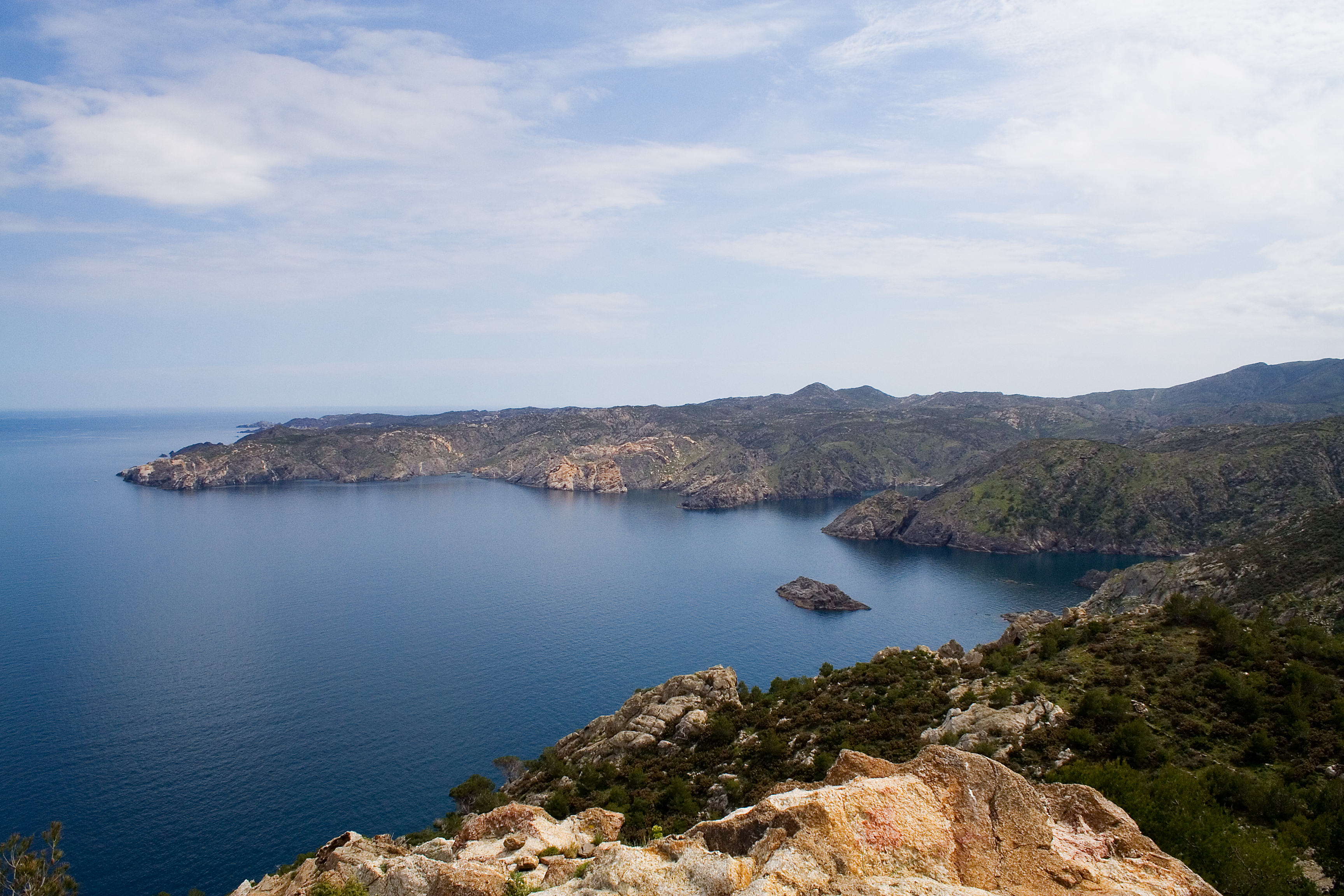
Ель Голфет, Кап де Креус